# 森安敏明
森安 敏明（もりやす としあき、1947年12月18日 - 1998年7月29日）は、岡山県玉野市出身のプロ野球選手（投手）。
シーズン最多与死球のNPB記録保持者（22与死球）で、1970年の「黒い霧事件」にて八百長が認定され、池永正明・永易将之らと共に永久追放処分とされた。

## 経歴
関西高等学校在学中には、鋭く変化する「カミソリシュート」を武器に大洋ホエールズで通算201勝を挙げる平松政次（岡山県立岡山東商業高等学校）や、サンケイ・ヤクルト一筋で18年間プレーし、沢村賞も受賞した松岡弘（岡山県立倉敷商業高等学校）と共に「岡山三羽ガラス」と呼ばれた。また同年代には県外に堀内恒夫や鈴木啓示、木樽正明ら速球派投手が名を連ねている。
1964年夏期には全国高等学校野球選手権東中国大会準決勝に進出するが、鳥取県立米子南高等学校に惜敗して甲子園出場は叶わなかった。1965年春の中国地区高等学校野球大会は決勝に進み、小室光男を擁する島根県立松江商業高等学校を日没引き分け再試合の末に破って優勝を果たす。同年夏の予選では、倉敷商業を日没再試合で下した岡山東商業と全国高等学校野球選手権東中国大会決勝で対決し、平松との投手戦の末にサヨナラ負けを喫して甲子園出場を絶たれる。
1965年のドラフト1巡目で東映フライヤーズに指名され、入団すると翌年のプロ初登板でいきなり完封勝利を挙げる快挙を達成する。同年は11勝11敗と勝敗が同数に終わるが、規定投球回（16位、防御率3.03）に達するなど一定の活躍を見せた。森安はその後も4年連続で二桁勝利を挙げるなど、尾崎行雄に次ぐエースとして期待された。サイドスローから繰り出される豪速球を中心に、時折混ぜるシュートも速かったが制球難のいわゆる「荒れ球」投手で、1968年のシーズン与死球22個は日本記録である。

### 黒い霧事件
1970年7月、森安は黒い霧事件による八百長問題によって永久追放処分となった。
同年5月9日の朝日新聞で、東映フライヤーズに所属する2名の選手が西鉄ライオンズの永易将之から八百長（敗退行為）の勧誘を受けていたと報じた。森安と共に勧誘されたのは左腕投手の田中調で、報道を知った田中は自ら東映球団へ「新聞にあった二人のうち、一人は自分だと思う」と名乗り出た。森安は、田中と球団代表の田沢八十彦と共に当日の試合後に記者会見を開くが、「八百長を誘われたのは田中だけ」として無実を主張した。しかし、会見の模様を見ていたオーナーの大川博から呼び出されて事情聴取を受けた際に森安が八百長の依頼があったことを認めたため、田中と共に試合出場を見合わせることとなった。
その後、東映球団の調査を経て森安には無期限の出場停止処分が下されたが、7月16日から始まった兵庫県警察による野球賭博に関する取り調べにおいて森安は八百長の依頼を承諾して現金50万円を報酬として受け取っていたことを自供した。同じく現金を受け取っていたまま返済しなかった池永正明が森安の処分決定よりも先に永久追放処分となったことから、森安に対しても同様の処分が下されることが確実視され、7月30日のコミッショナー委員会において、森安の永久追放処分が正式に決定された。森安本人への決定通知は、コミッショナー事務局長の井原宏から球団社長の田沢へ電話で報告され、田沢から森安へ通達された。通達後に森安は球団事務所で記者会見を開き、「たかが50万円でバカなことをしたと思うか?」との記者からの問いに顔色を変えず「そりゃあそうでしょうね」と話したが、徐々に森安の目には涙が浮かび、「ファンの一人ひとりに土下座したい気持ちでいっぱいです」と謝罪した。

### 追放後～晩年
永久追放処分後の森安の消息は途絶えていたが、1971年10月4日に北海道根室市で喧嘩によって負傷したイカ釣り漁船の乗組員が森安だったことが判明した。その後は演歌歌手として1972年にレコードを発売したほか、札幌市内で同じく永久追放処分となった永易が経営していたスナックを手伝ったり、自動車整備工場などで勤務するなど北海道で約10年に渡って生活していた。その後は大阪府内で健康機器の営業マンとして勤務したのち、1986年に郷里・岡山県に戻ってからトラック運送会社で勤務する傍ら、少年野球の指導にもあたっていたという。
1998年7月29日に心不全のため死去、50歳没。永久追放処分の解除申請は本人からの申請が必要のため、森安の処分は解除されること無く終わった。
森安の故郷である岡山県では、森安の活躍を顕彰した少年野球大会「森安敏明旗争奪野球大会」（通称「森安杯」）が毎年秋に開催されている。また、少年野球の教え子には千葉ロッテマリーンズと読売ジャイアンツで活躍した大村三郎（サブロー）がいる。

## 選手としての特徴
サイドスローから豪速球と鋭く変化するシュートを武器に活躍した本格派投手である。
森安の投げ方は、ワインドアップの後に左膝を胸元まで高く掲げて抱え込んだ後に、腰を十分に捻りながら非常に大きなテイクバックを取りつつ、右肘を撓らせながら勢いよく投げ込むというものだった。

### 森安の球速
球速については、親友だった江夏豊や「スカウトの神様」と呼ばれた木庭教などの多くのプロ野球OBが森安と同僚の尾崎行雄や山口高志（阪急ブレーブス）と共に史上最速の投手の一人として名を挙げた。また、山崎裕之（東京オリオンズ）は「20年の現役生活中、初見で『これは打てんわ』と感じたのは森安のみだった」と述べており、「少なくとも155km/h前後は出ていたはず。初速と終速がほぼ変わらないためか、打者の手元での伸びが凄まじく、手も足も出なかった」と語っていた。さらに山崎の評では「同じ速球でも『ズドーン!』と来るのが山口高志、抜群のキレがあるのが森安」とも述べている。
プロボクサー出身のプロ野球審判員であった露崎元弥も、森安の球速を評して「米田、尾崎、村山らも凌いでおり、特に追放直前の最後の登板時の直球は凄まじいものだった」と回想していた。
なお、森安の球速についての評価は死後になって以降、特に名高くなり、永久追放対象者という経歴に配慮してか、生前に表立って評価していたのは露崎と金田留広くらいだった。

### 制球力の悪さ
制球力の悪さも特徴で、ビーンボール気味に右打者に襲いかかる荒れ球は多くの対戦打者から「一番怖い投手だったのは間違いない」と評され、有藤通世に至っては「ぶつける時の方が制球が良かった」とまで述べた程であった。森安のプロ初登板となった1966年4月13日の対南海ホークス2回戦（後楽園球場）で対戦した野村克也も「手が痺れた、恐ろしい球だ」と評していたほか、前述の山崎も「森安から死球を貰ったことはないが、森安の球にだけは当たりたくなかった」と述べている。
また、打者の内角を抉る軌道ではなく、外角に放った直球やシュートがど真ん中に動いてしまう事もしばしばで、1969年には被本塁打王に甘んじるなど、不名誉な記録も多かった。酒好きが祟って現役後半はスタミナ面に課題を抱え、集中力が切れると直球の球威が無くなり、5回位から連打を浴びて敗戦することも多かったという。結局、シーズン中の好不調の波が激しい特性に付け込まれる形で、黒い霧事件に巻き込まれていくことになってしまった。

## 詳細情報

### 年度別投手成績
| 年 度     | 球 団     | 登 板 | 先 発 | 完 投 | 完 封 | 無 四 球 | 勝 利 | 敗 戦 | セ 丨 ブ | ホ 丨 ル ド | 勝 率 | 打 者 | 投 球 回 | 被 安 打 | 被 本 塁 打 | 与 四 球 | 敬 遠 | 与 死 球 | 奪 三 振 | 暴 投 | ボ 丨 ク | 失 点 | 自 責 点 | 防 御 率 | W H I P |
| --------- | --------- | ----- | ----- | ----- | ----- | -------- | ----- | ----- | -------- | ----------- | ----- | ----- | -------- | -------- | ----------- | -------- | ----- | -------- | -------- | ----- | -------- | ----- | -------- | -------- | ------- |
| 1966      | 東映      | 44    | 29    | 7     | 4     | 0        | 11    | 11    | --       | --          | .500  | 858   | 207.2    | 167      | 16          | 75       | 1     | 7        | 160      | 2     | 1        | 87    | 70       | 3.03     | 1.17    |
| 1967      | 東映      | 59    | 35    | 15    | 2     | 3        | 15    | 17    | --       | --          | .469  | 1201  | 294.2    | 249      | 25          | 85       | 3     | 10       | 213      | 6     | 0        | 120   | 113      | 3.45     | 1.13    |
| 1968      | 東映      | 67    | 39    | 16    | 2     | 0        | 16    | 23    | --       | --          | .410  | 1436  | 341.2    | 309      | 33          | 111      | 11    | 22       | 250      | 0     | 0        | 149   | 128      | 3.37     | 1.23    |
| 1969      | 東映      | 58    | 24    | 5     | 1     | 1        | 11    | 15    | --       | --          | .423  | 993   | 236.0    | 231      | 34          | 51       | 1     | 17       | 156      | 4     | 0        | 112   | 104      | 3.97     | 1.19    |
| 1970      | 東映      | 14    | 9     | 3     | 0     | 0        | 5     | 3     | --       | --          | .625  | 309   | 74.0     | 54       | 9           | 27       | 1     | 10       | 35       | 0     | 0        | 33    | 31       | 3.77     | 1.09    |
| 通算：5年 | 通算：5年 | 242   | 136   | 46    | 9     | 4        | 58    | 69    | --       | --          | .457  | 4797  | 1154.0   | 1010     | 117         | 349      | 17    | 66       | 814      | 12    | 1        | 501   | 446      | 3.48     | 1.18    |

- 各年度の太字はリーグ最高、赤太字はNPB歴代最高

### 記録
初記録
- 初登板・初先発登板・初完投・初勝利・初先発勝利・初完投勝利・初完封勝利：1966年4月13日、対南海ホークス2回戦（後楽園球場）
- 初奪三振：同上、1回表に広瀬叔功から

その他の記録
- オールスターゲーム出場：3回（1966年 - 1968年）

### 背番号
- 26（1966年 - 1970年）